# Fembohaus
Dom Femba (Fembohaus) – budynek manierystyczny położony w Norymberdze przy ulicy Burgstraße.  Obecnie mieści się tutaj muzeum miejskie.